# Gazània
Gazania és un gènere de plantes amb flors ornamentals de la família de les asteràcies (o compostes) natives de Sud-àfrica. Reben els noms comuns de gazànies o miloques. Sovint es planten com una coberta tolerant a la secada. El gènere va ser descrit formalment per Joseph Gaertner en el seu llibre De Fructibus et Seminibus Plantarum de 1791. Gaertner va anomenar el gènere per Teodor Gaza, un traductor del segle XV de les obres de Teofrast.

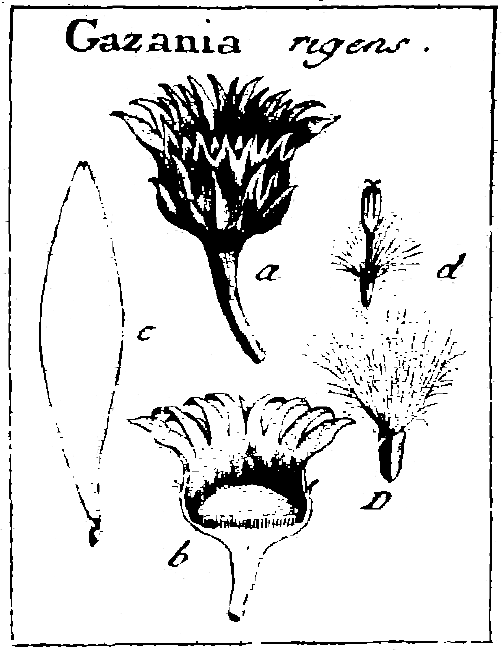
Il·lustracions de Gazania rigens de De Fructibus et Seminibus Plantarum, 1791

Gazania és un membre de la tribu Arctotideae i la subtribu Gorteriinae. El 1959 Helmut Roessler en va considerar 16 espècies.
Actualment es consideren set espècies: G. jurineifolia, G. caespitosa, G. ciliaris, G. tenuifolia, G. heterochaeta, G. schenckii i G. lichtensteinii.
El gènere inclou les següents espècies:
- Gazania caespitosa Bolus
- Gazania ciliaris DC.
- Gazania heterochaeta DC.
- Gazania jurineifoliaDC.
- Gazania krebsiana Less. (= Gazania pavonia)
- Gazania lichtensteinii Less..
- Gazania leiopoda (DC.) Roessler
- Gazania linearis (Thunb.) Druce
- Gazania maritima Levyns
- Gazania othonnites (Thunb.) Less.
- Gazania pectinata (Thunb.) Hartw.
- Gazania rigens (L.) Gaertn. (= Gazania × splendens)
- Gazania rigida (Burm.f.) Roessler
- Gazania schenckii O.Hoffm.
- Gazania serrata DC.
- Gazania tenuifolia Less.
- Gazania thermalis Dinter

## Distribució
Es troben a Sud-àfrica, Eswatini, Moçambic, Tanzània i Angola. S'han introduït a Austràlia, Nova Zelanda, i Califòrnia. Són molt cultivades com a plantes ornamentals.

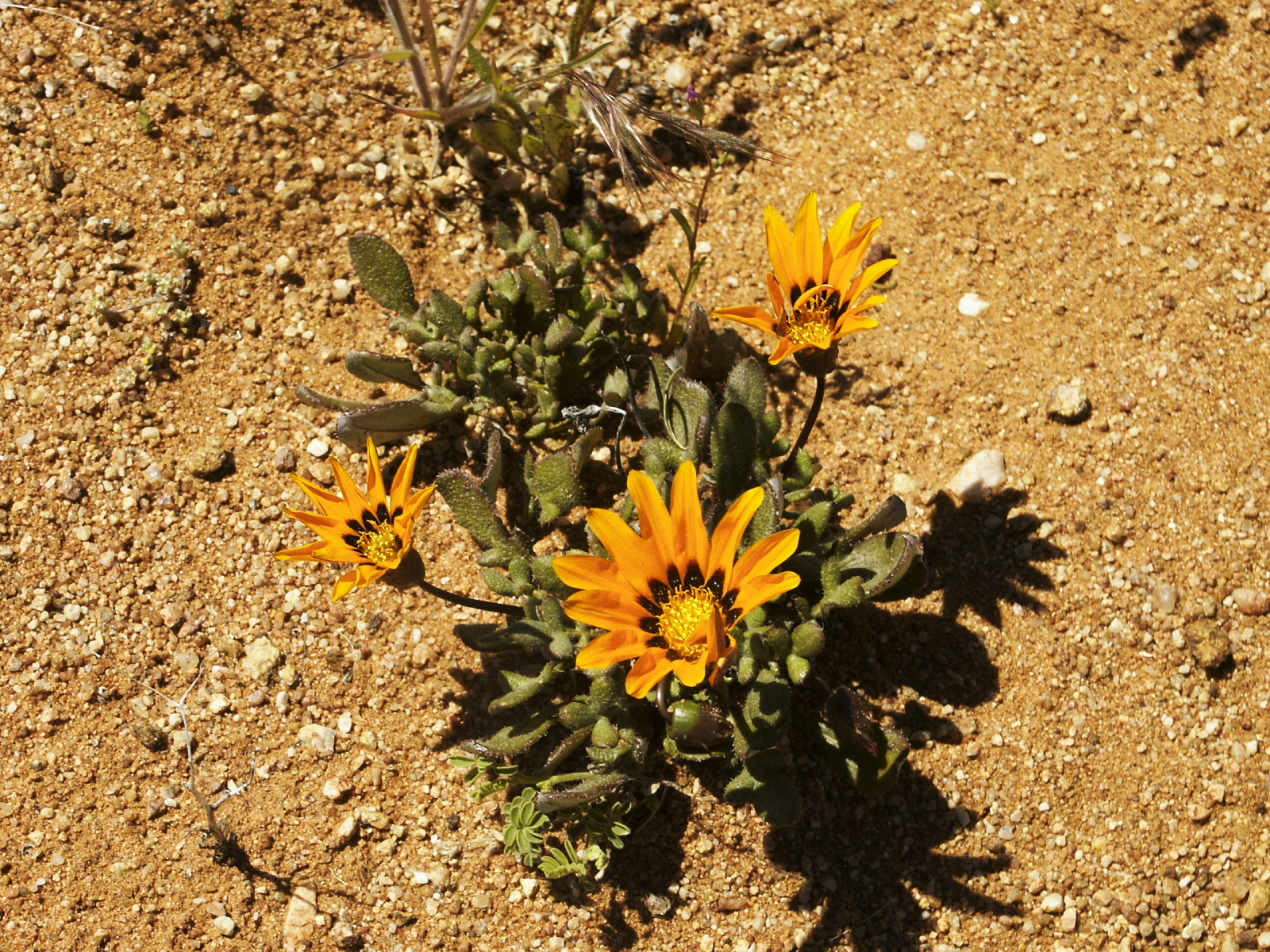
Gazania krebsiana Goegap N.R., Namaqualand, Northern Cape, Sud-àfrica
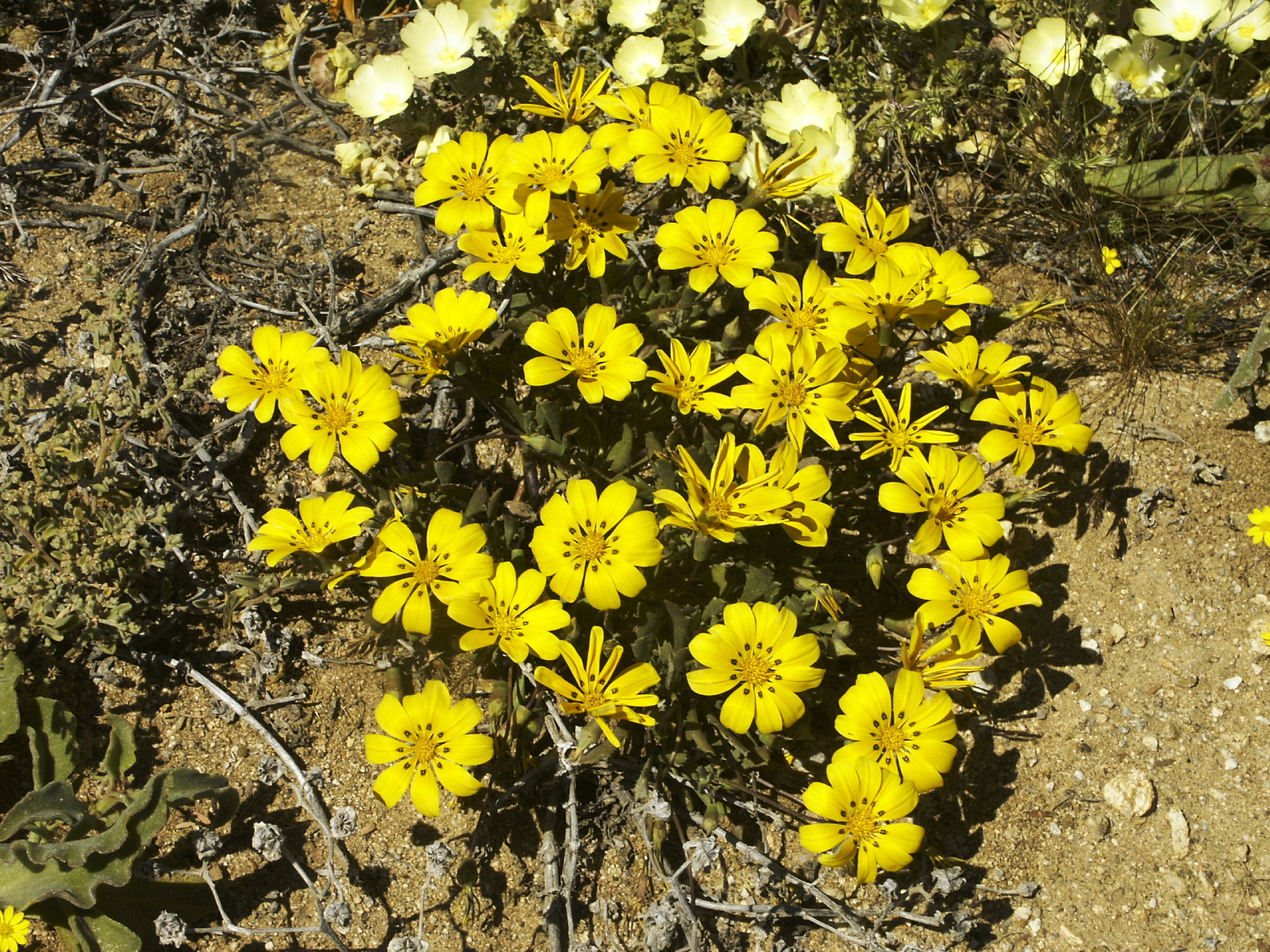
Gazania lichtensteinii Goegap N.R., Namaqualand, Northern Cape
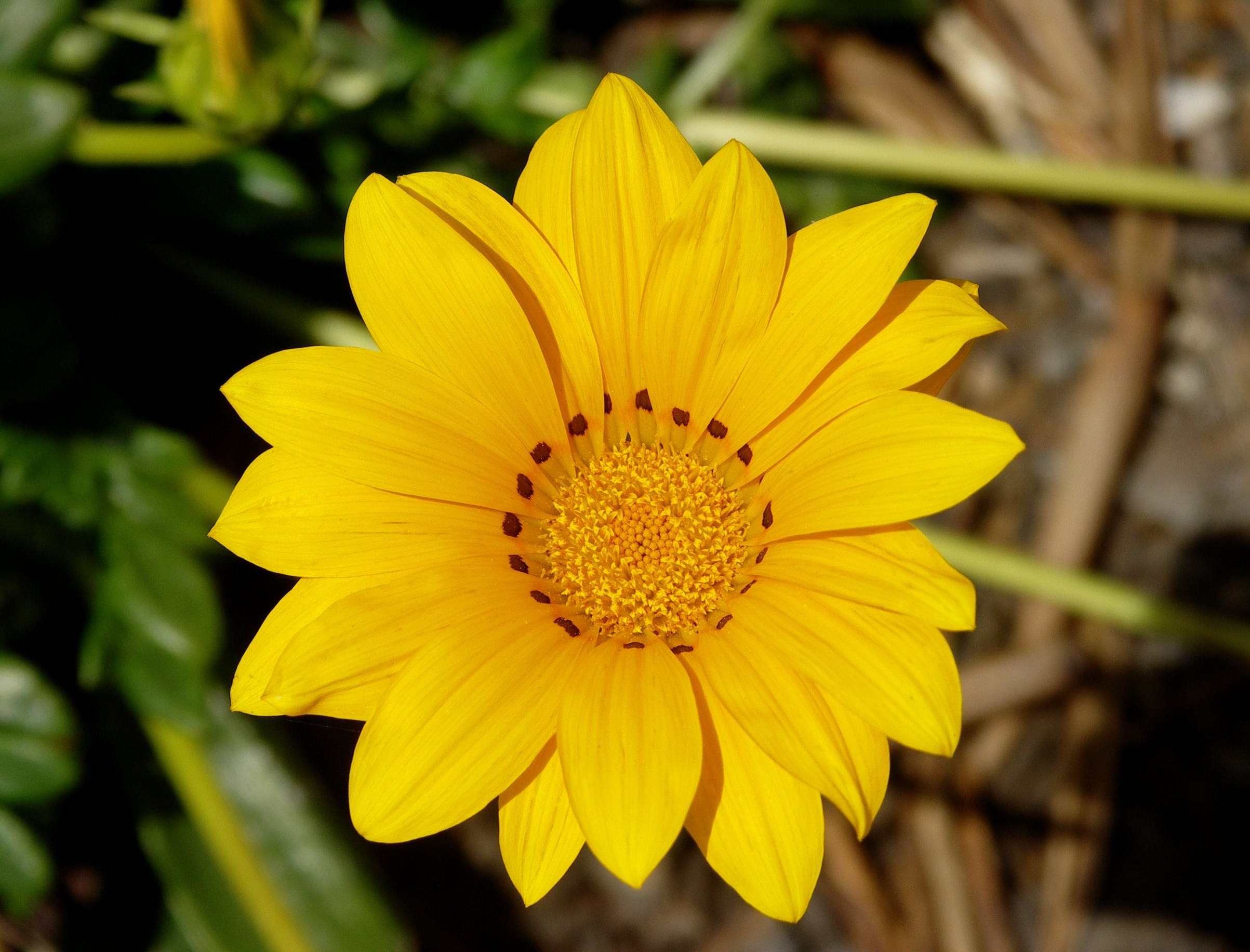
Gazania rigens (flor)
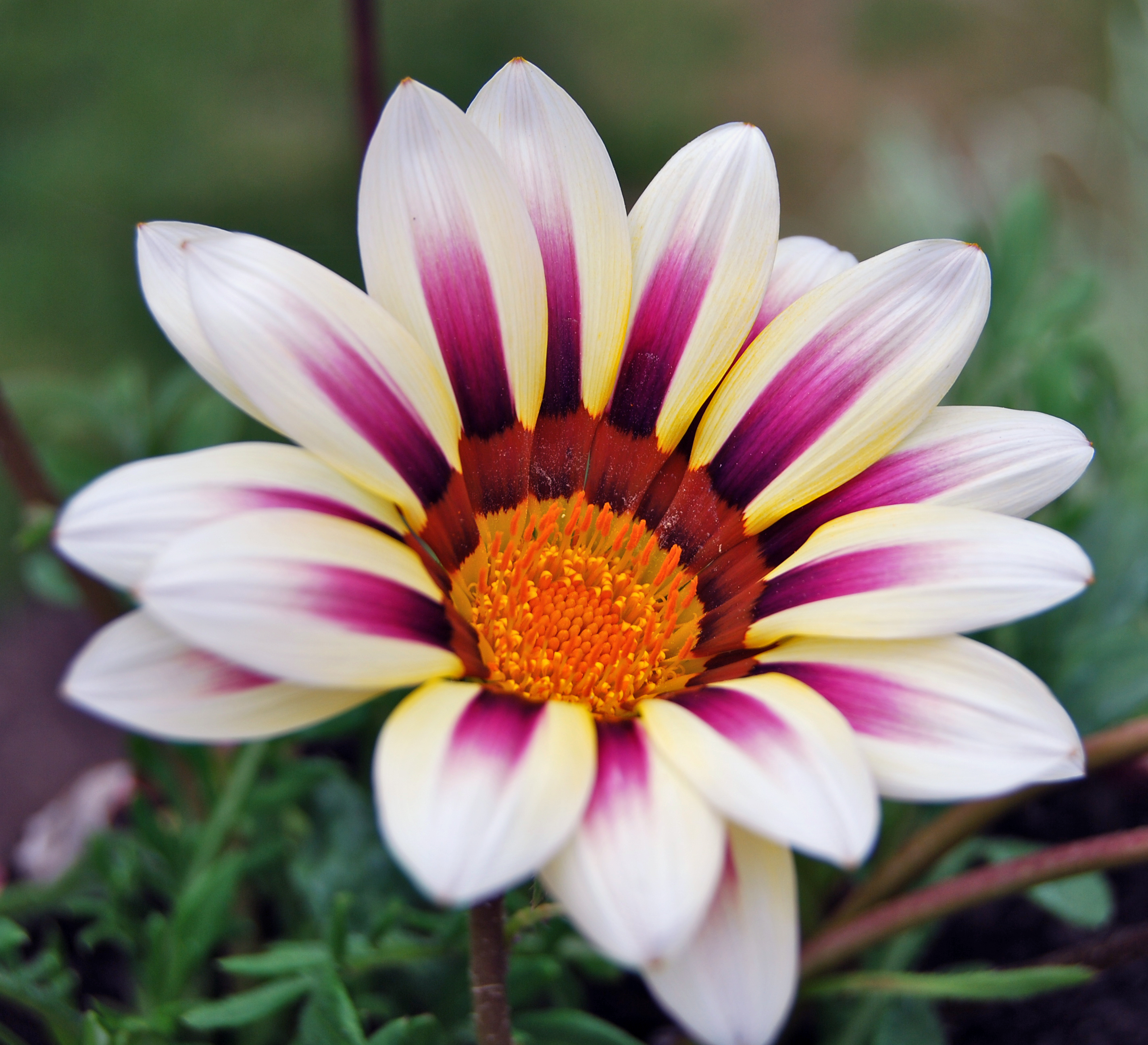
Gazània blanca i porpra